# Дигідрофосфат амонію
Дигідрофосфат амонію (рос. дигидрофосфат аммония, англ. ammonium dihydrogen phosphate, нім. Ammoniumdihydrogenphosphat) — сіль амонію ортофосфорної кислоти.
Безбарвні кристали, що добре розчиняються у воді.

## Отримання
Дигідрофосфат амонію одержується нейтралізацією аміаку в розчині ортофосфорної кислоти:
{\displaystyle \mathrm {NH_{3}+H_{3}PO_{4}\rightarrow (NH_{4})H_{2}PO_{4}} }

## Використання
Використовують як домішку до сухих добрив. Дигідрофосфат амонію також входить до складу суміші у порошкових вогнегасників.